# Pita-gigante
Pita-gigante (Hydrornis caeruleus) é uma espécie de ave da família Pittidae.

## Distribuição e habitat

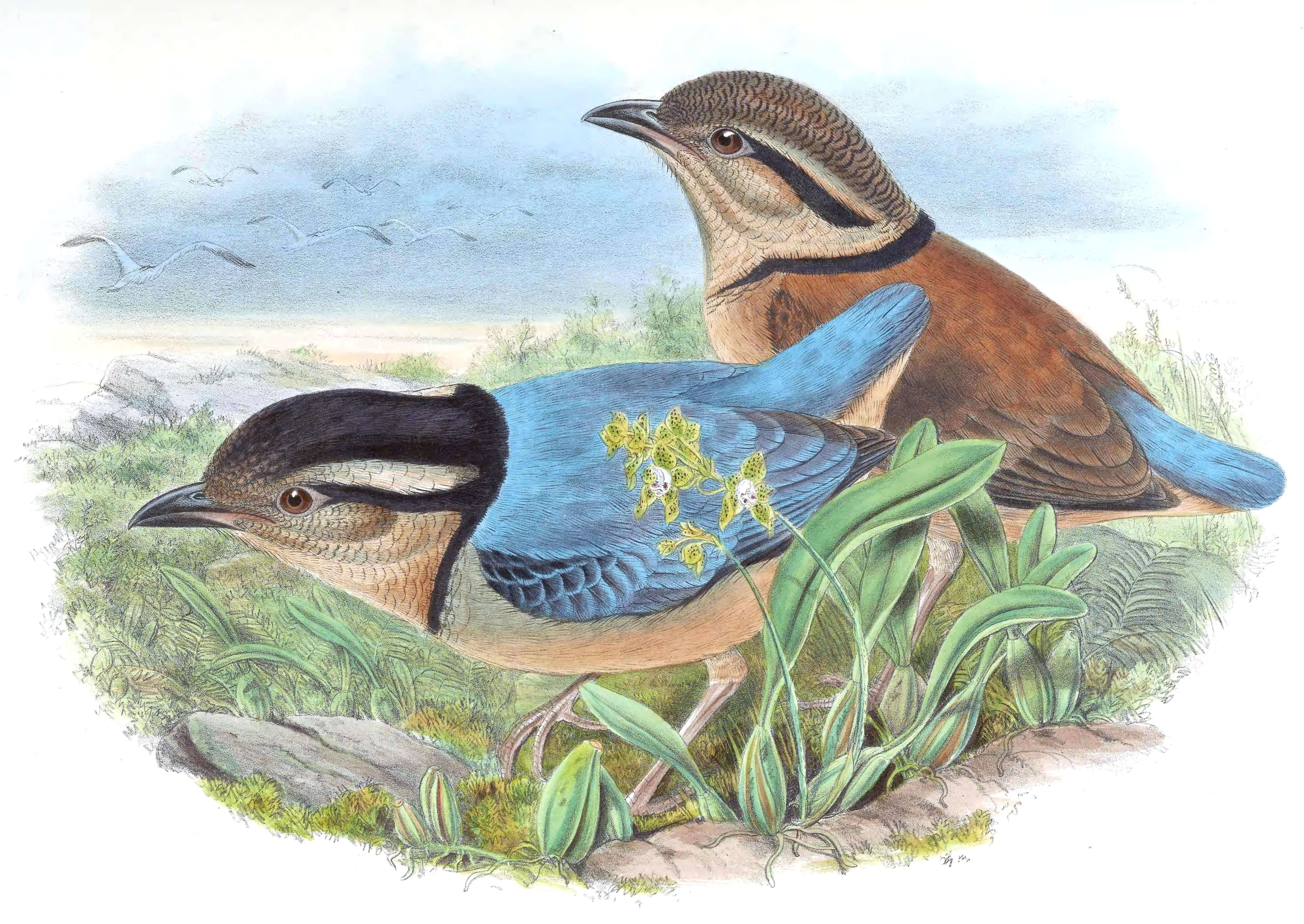
Ilustração de Gould & Richter

É nativa de Brunei, Indonésia, Malásia, Mianmar e Tailândia. Habita florestas primárias e secundárias altas em altitudes de até 1,200 metros (11,2 in). Parece preferir áreas pantanosas densamente vegetadas, mas raramente tem sido relatada a partir de vegetação mais seca e secundária.

## Conservação
A espécie é classificada como quase ameaçada pela IUCN. O tamanho total da população é desconhecido, mas acredita-se que seja escasso a raro, e acredita-se que esteja sob pressão da rápida perda de floresta em seu habitat nativo.